# Eidanger (stacja kolejowa)
Eidanger – nieużywana od 1987 stacja kolejowa w Porsgrunn w Norwegii, jest oddalona od Oslo o 192 km.